# MGM-18 라크로스

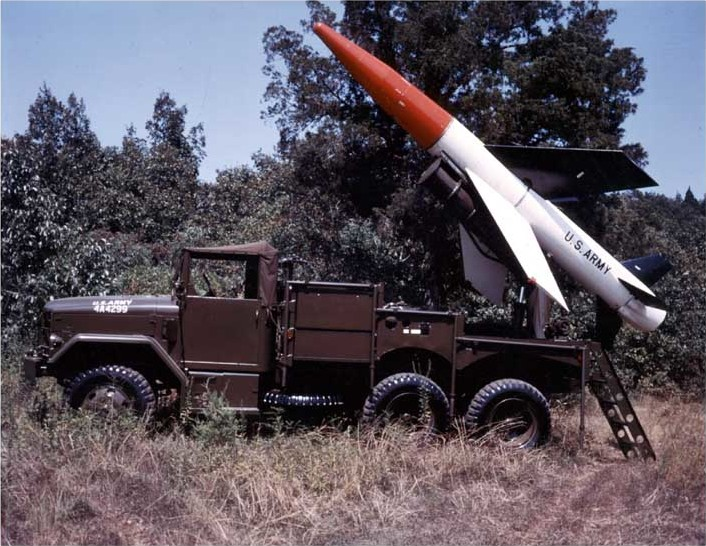
XM-398 발사대에 배치된 MGM-18 라크로스

MGM-18 라크로스(MGM-18 Lacrosse)는 미국의 단거리탄도유도탄이다. 지상군의 근접 지원을 목적으로 제작되었으며 1959년부터 1964년까지 생산되었다.

## 역사
라크로스(Lacrosse) 계획은 미국 해병대가 기존의 야전포를 보충하기 위한 단거리 탄도 유도탄을 개발하기 위한 차원에서 시작되었다. 1947년 9월에 미국 해군 병참국이 존스 홉킨스 대학교 산하 응용 물리학 연구소, 코넬 항공 연구소와 계약을 체결하면서 설계 연구가 진행되었다. 1954년에 라크로스 유도탄 시험이 진행되었지만 1956년에 연방 통신 연구실이 전자 유도 대책과 관련하여 라크로스의 성능을 향상시킨 MOD 1으로 알려진 다른 안내 시스템에 대한 연구를 진행하기로 결정하면서 일시적으로 중단되었다.
1959년에 라크로스가 처음으로 생산된 이후에 시스템 개발과 개선 과정을 거쳤으며 거의 1,200개에 달하는 라크로스 미사일이 생산, 배치되었다. 라크로스 미사일은 오클라호마주 포트실에 주둔한 제41포병연대 제5대대에 처음 배치되었고 상당수가 유럽에 배치되었다. 1964년에 기술적인 문제점을 개선한 다른 미사일에 밀려 퇴역했다.

## 명세서
- 중량: 1,040kg
- 길이: 5.852m
- 지름: 520mm
- 날개 길이: 2.74m
- 추진체: Thiokol XM10 / XM10E1 고체 연료 로켓
- 속도: Mach 0.8
- 사거리: 19km
- 유도 장치 : 무선 지령 유도
- 탄두 중량: T-34 성형 폭약 탄두 245kg
- 폭발 수용량: W40 핵분열 탄두 (핵 출력 1.5 ~ 10 kt)

## 같이 보기
- 미사일 목록